# Municipio de Pierce (condado de Texas)
El municipio de Pierce (en inglés: Pierce Township) es un municipio ubicado en el condado de Texas en el estado estadounidense de Misuri. En el año 2010 tenía una población de 463 habitantes y una densidad poblacional de 3,28 personas por km².

## Geografía
El municipio de Pierce se encuentra ubicado en las coordenadas 37°5′34″N 91°50′34″O / 37.09278, -91.84278. Según la Oficina del Censo de los Estados Unidos, el municipio tiene una superficie total de 141.09 km², de la cual 140,93 km² corresponden a tierra firme y (0,11 %) 0,16 km² es agua.

## Demografía
Según el censo de 2010, había 463 personas residiendo en el municipio de Pierce. La densidad de población era de 3,28 hab./km². De los 463 habitantes, el municipio de Pierce estaba compuesto por el 98,27 % blancos, el 0,65 % eran amerindios, el 0,65 % eran asiáticos y el 0,43 % eran de una mezcla de razas. Del total de la población el 0,65 % eran hispanos o latinos de cualquier raza.